# Jungermannia paroica
Jungermannia paroica là một loài rêu tản trong họ Jungermanniaceae. Loài này được (Schiffner) Grolle miêu tả khoa học lần đầu tiên năm 1964.